# Palácio da Deputação de Pontevedra
Fachada da Deputação de Pontevedra
O Palácio da Deputação de Pontevedra, em Pontevedra, na Espanha, é a sede da deputação provincial desta cidade galega. Está localizado entre a Alameda de Pontevedra e o Parque das Palmeiras.

## História
A Deputação Provincial de Pontevedra foi constituída em 1836, a última das quatro províncias galegas. Durante décadas, teve a sua sede no inutilizado convento de São Francisco, antes de se instalar no actual Palácio da Gran Vía de Montero Ríos. Foi na década de 1870 do século XIX que o projecto de uma nova sede foi empreendido, devido aos elevados custos de manutenção da sede do convento.
Em 1882, Domingo Rodríguez Sesmero e o seu filho Alejandro Sesmero apresentaram uma proposta para o novo palácio em estilo clássico. No entanto, o projecto final seria diferente : mostraria a influência do estilo eclético e do sentido decorativo de Alejandro Rodríguez-Sesmero, ao adoptar certos elementos da Câmara Municipal de Pontevedra. Em 1883, o projecto foi aprovado e o trabalho foi adjudicado, sob a direcção de Daniel Rodríguez Vaamonde, que foi substituído por Antonio Crespo e Siro Borrajo. Em 1884, a Deputação Provincial de Pontevedra comprou o terreno onde fica o actual Palácio à Câmara Municipal de Pontevedra. Os trabalhos começaram em 1 de Março de 1884 e continuaram até 8 de Novembro de 1890.
O edifício será especialmente adaptado às necessidades de distinção, simbolismo e grandiloquência dos finais do século XIX.

## Descrição
Alejandro Sesmero desenhou um grande palácio para uso administrativo e optou por combinar elementos de outros períodos, incluindo a arquitetura clássica, renascentista e barroca.
O palácio pertence ao estilo eclético, com elementos e conceitos inspirados na arquitetura francesa. É feito de pedra, tem uma planta quadrada e dois andares. A fachada está organizada simetricamente, com um corpo central e dois outros lados ligeiramente salientes, com pedras cortadas em relevo. Uma grande escadaria leva à entrada principal, inspirada em um arco do triunfo, com arcos de volta perfeita, emoldurados por colunas com caneluras com capitéis iônicos.
O piso superior tem uma grande varanda com balaustrada e três outros arcos de volta perfeita emoldurados por colunas coríntias também com caneluras. Estas colunas emolduram as janelas do salão nobre. Acima, há três óculos e um frontão triangular com o brasão da província de Pontevedra. Nos cantos do edifício, as janelas são encimadas com frontões semicirculares. São decorados com lintéis com conchas de vieiras.
A decoração exterior, de alvenaria delicada, é inserida nas molduras à volta das janelas de lintel e nas decorações por cima dos lintéis, com volutas, palmetas e rocalhas.
No interior, a monumental escadaria e a iluminação através de grandes clarabóias no telhado são notáveis. No rés-do-chão, há um vestíbulo central sobre grandes pilares, encimado por uma grande clarabóia e um vitral com o brasão da província de Pontevedra. A sala plenária é decorada com estuque de época. Materiais inovadores para o período foram utilizados no interior do edifício, tais como ferro nas janelas e no sótão.

## Galeria de fotos

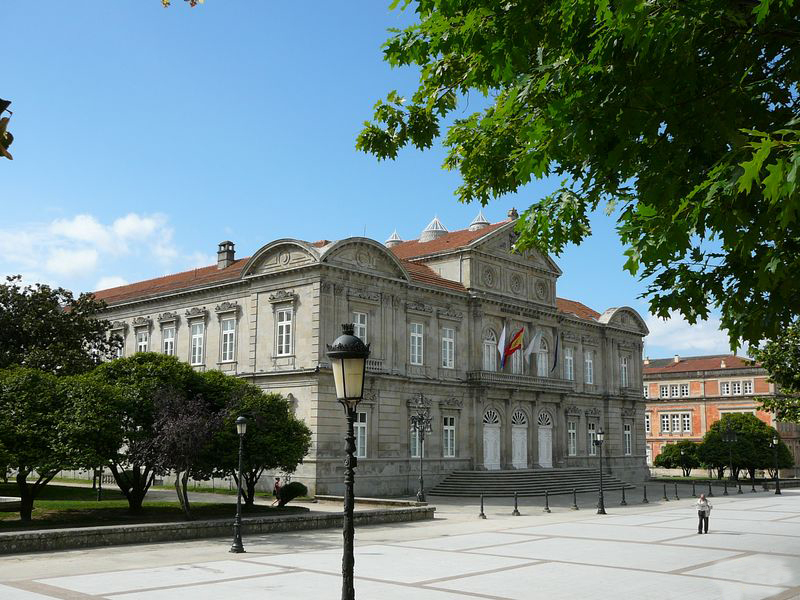
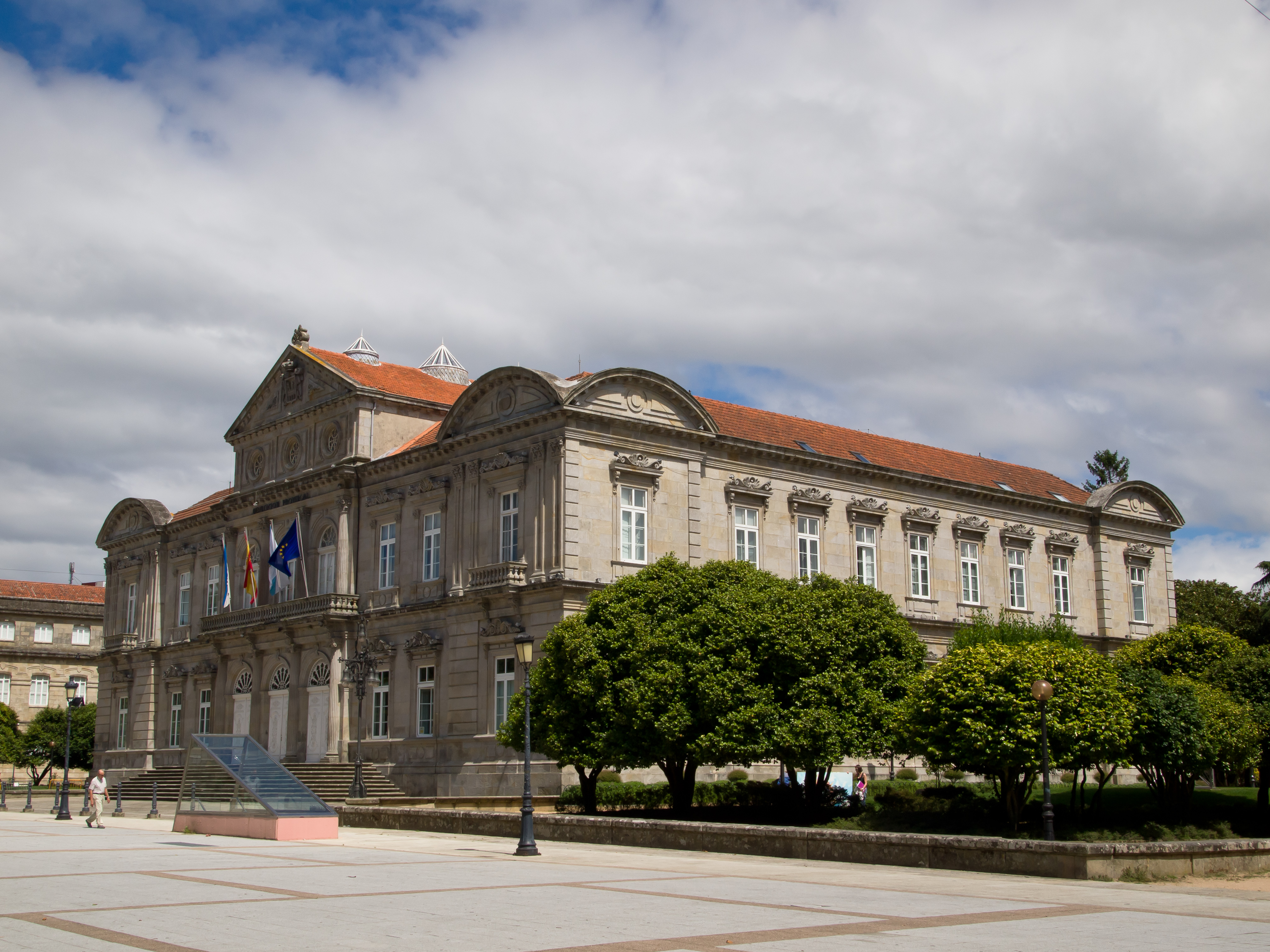
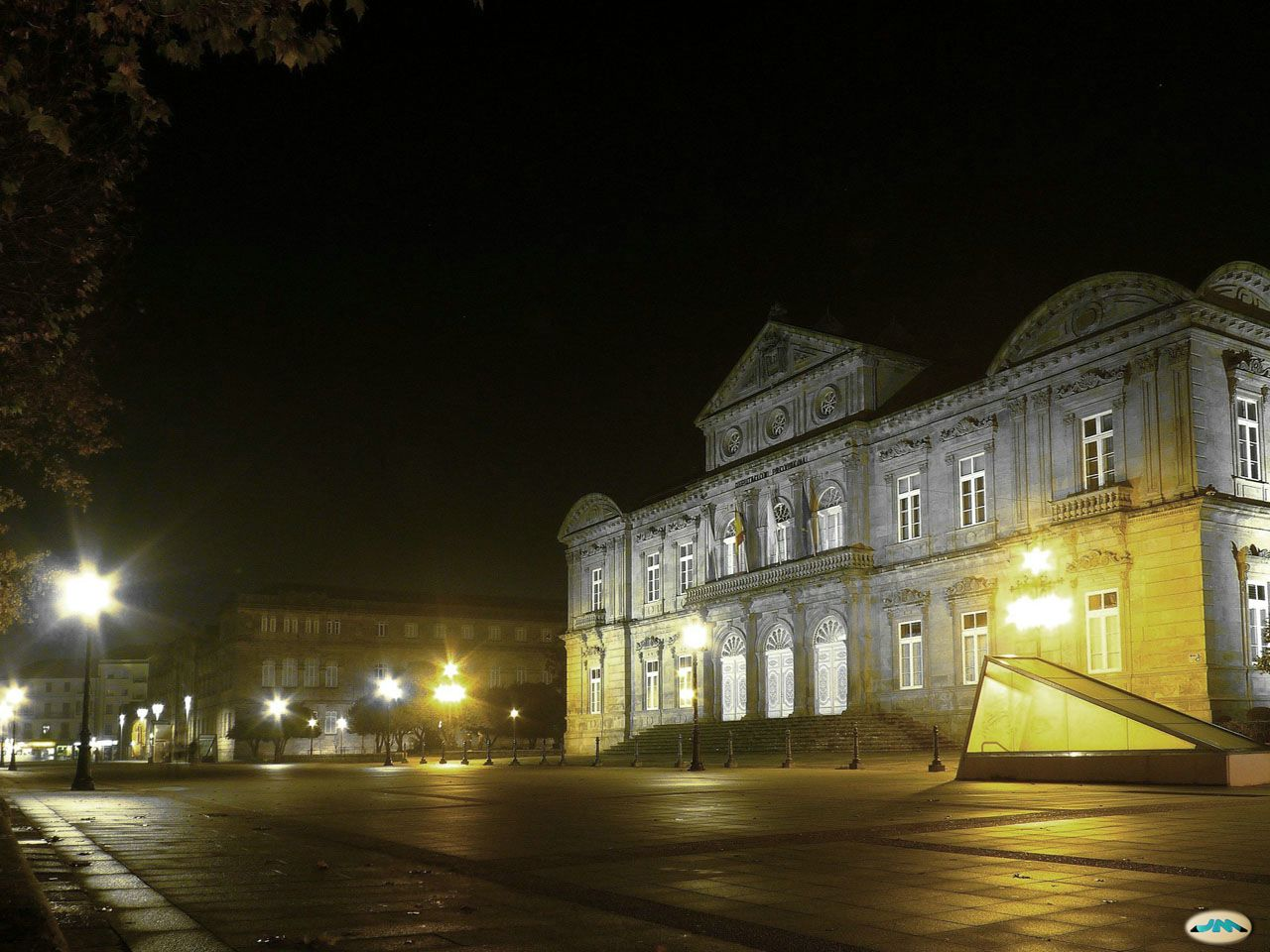
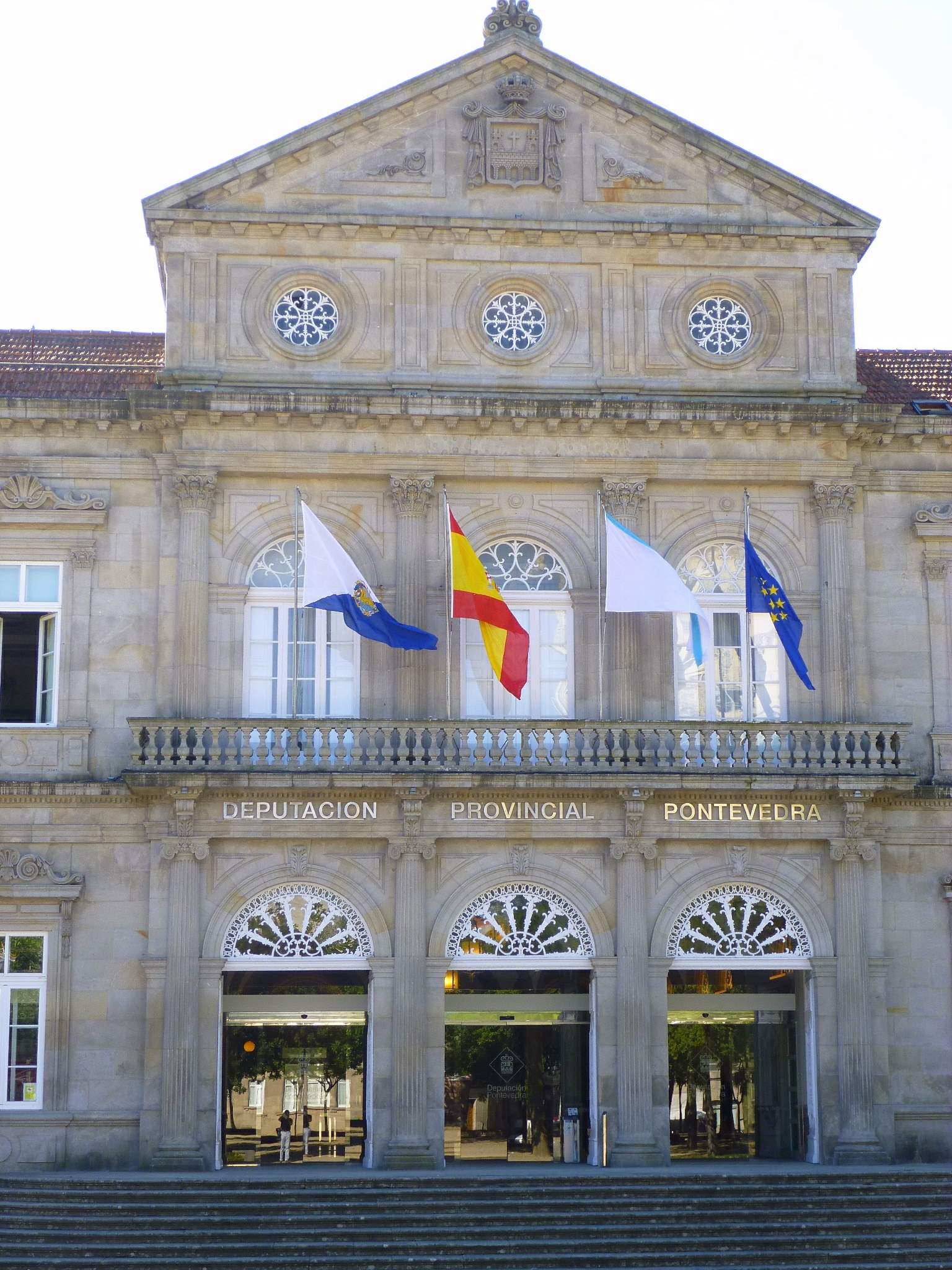
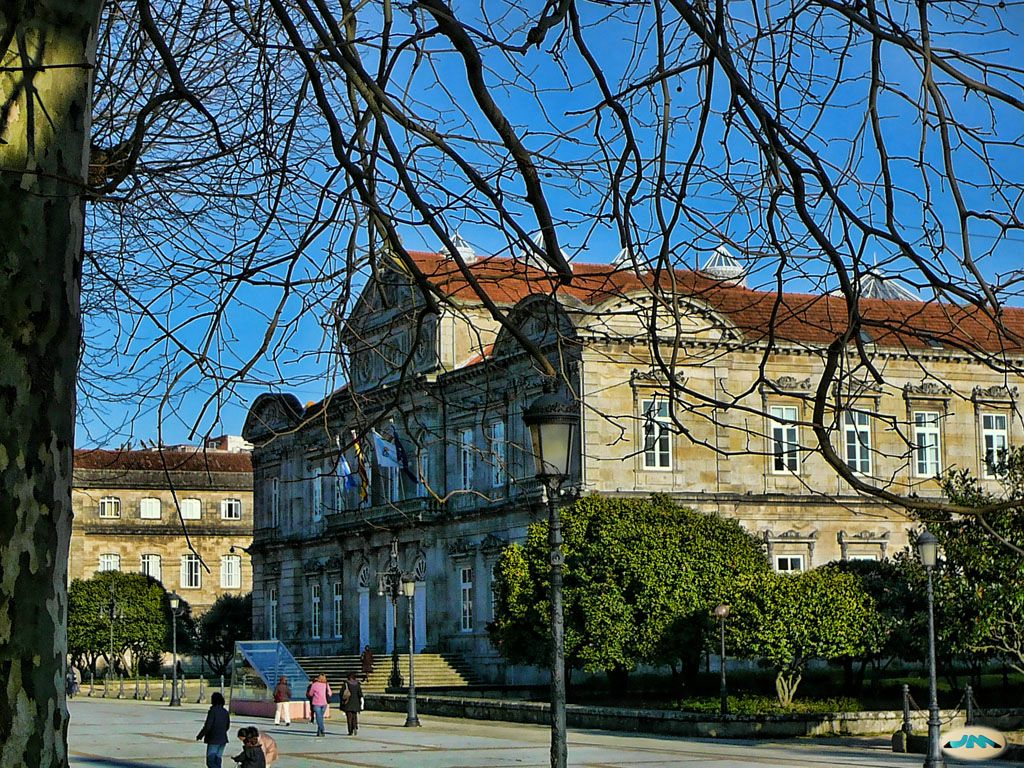
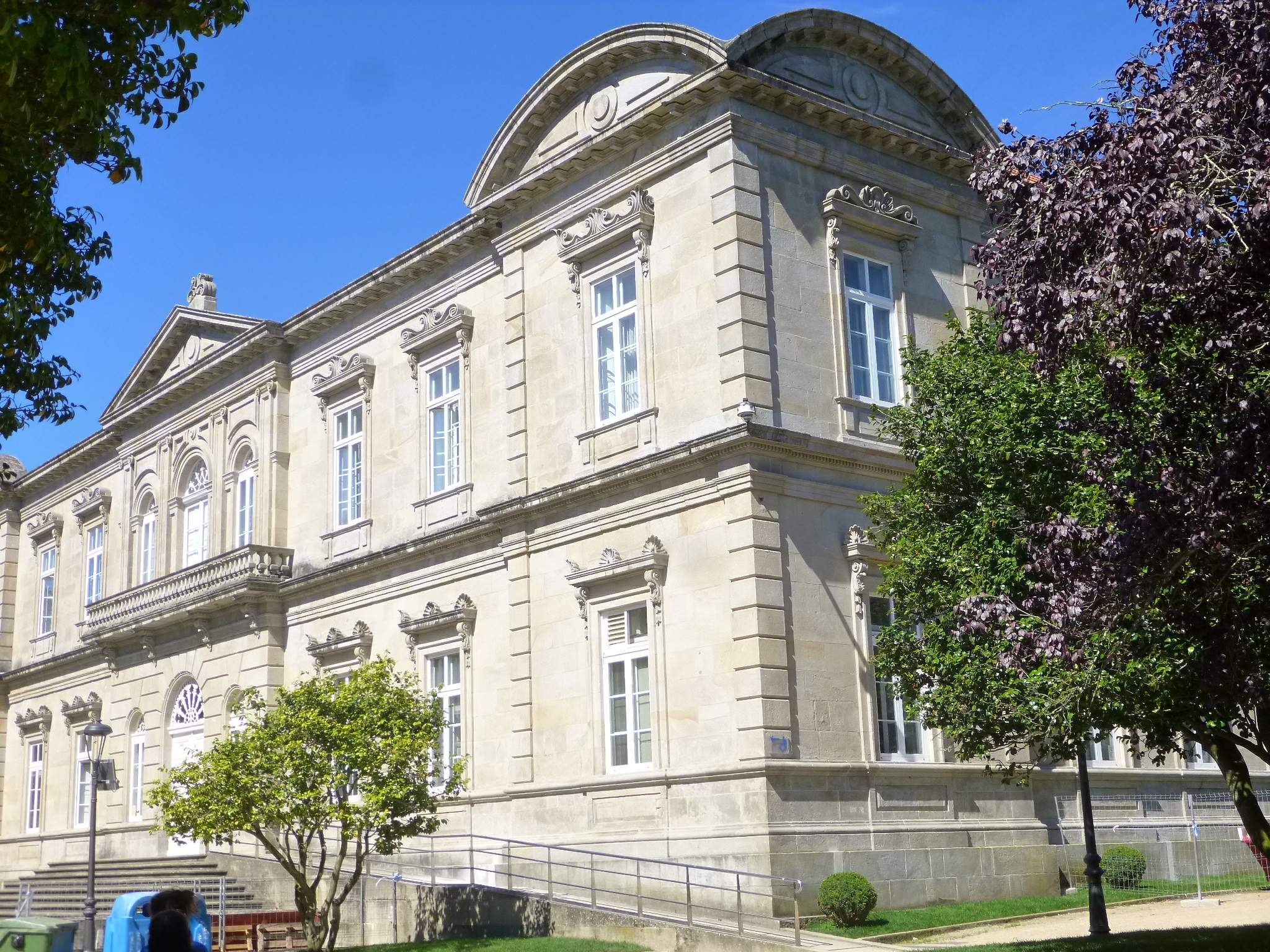
Fachada traseira do palácio
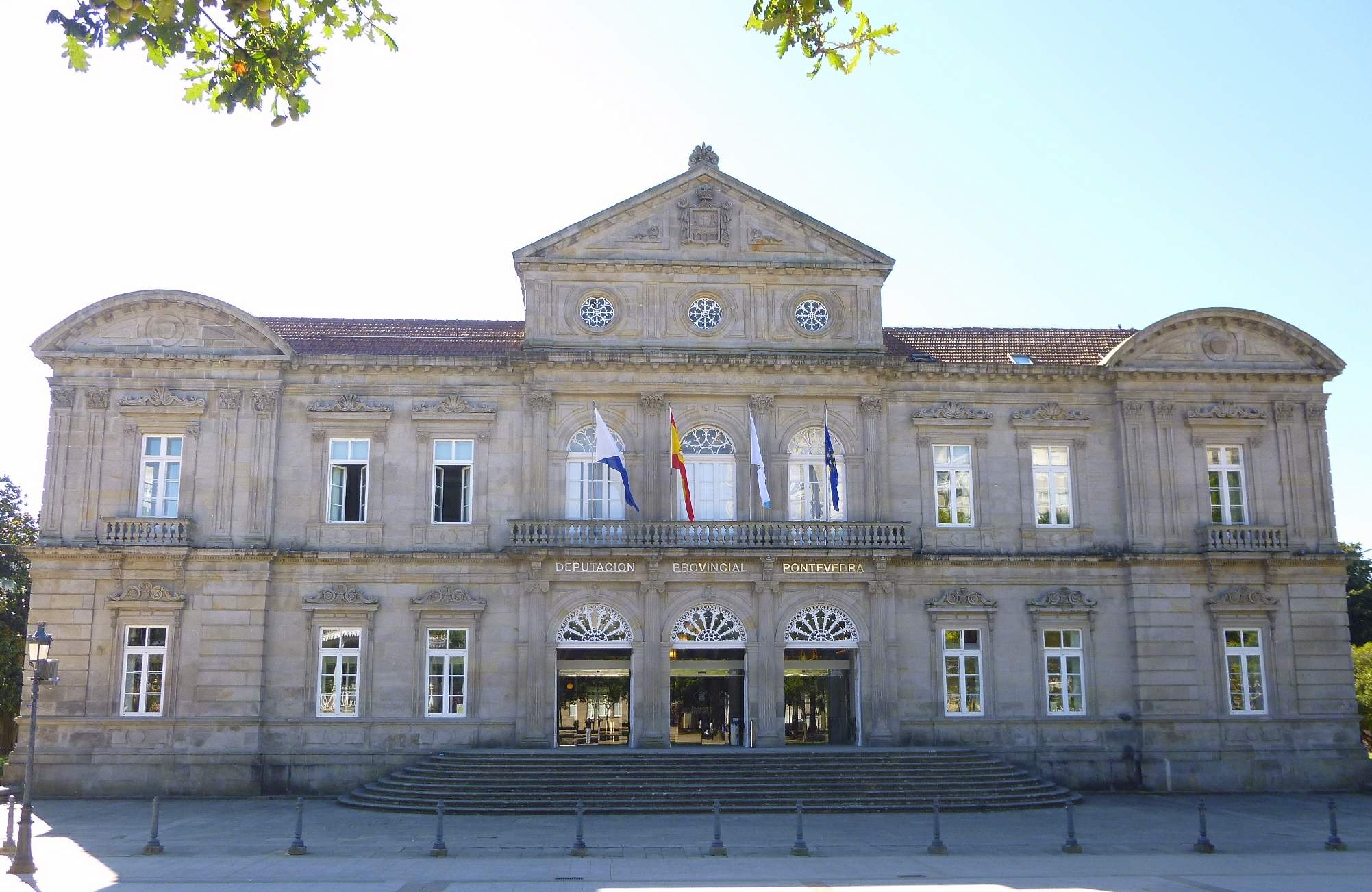
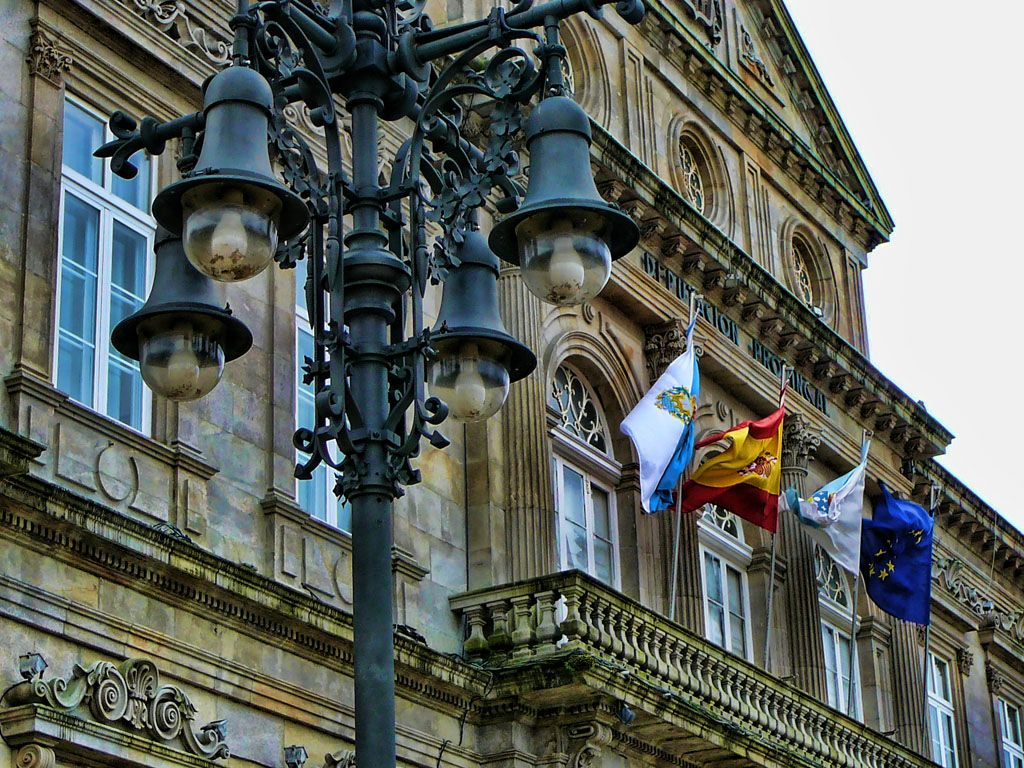
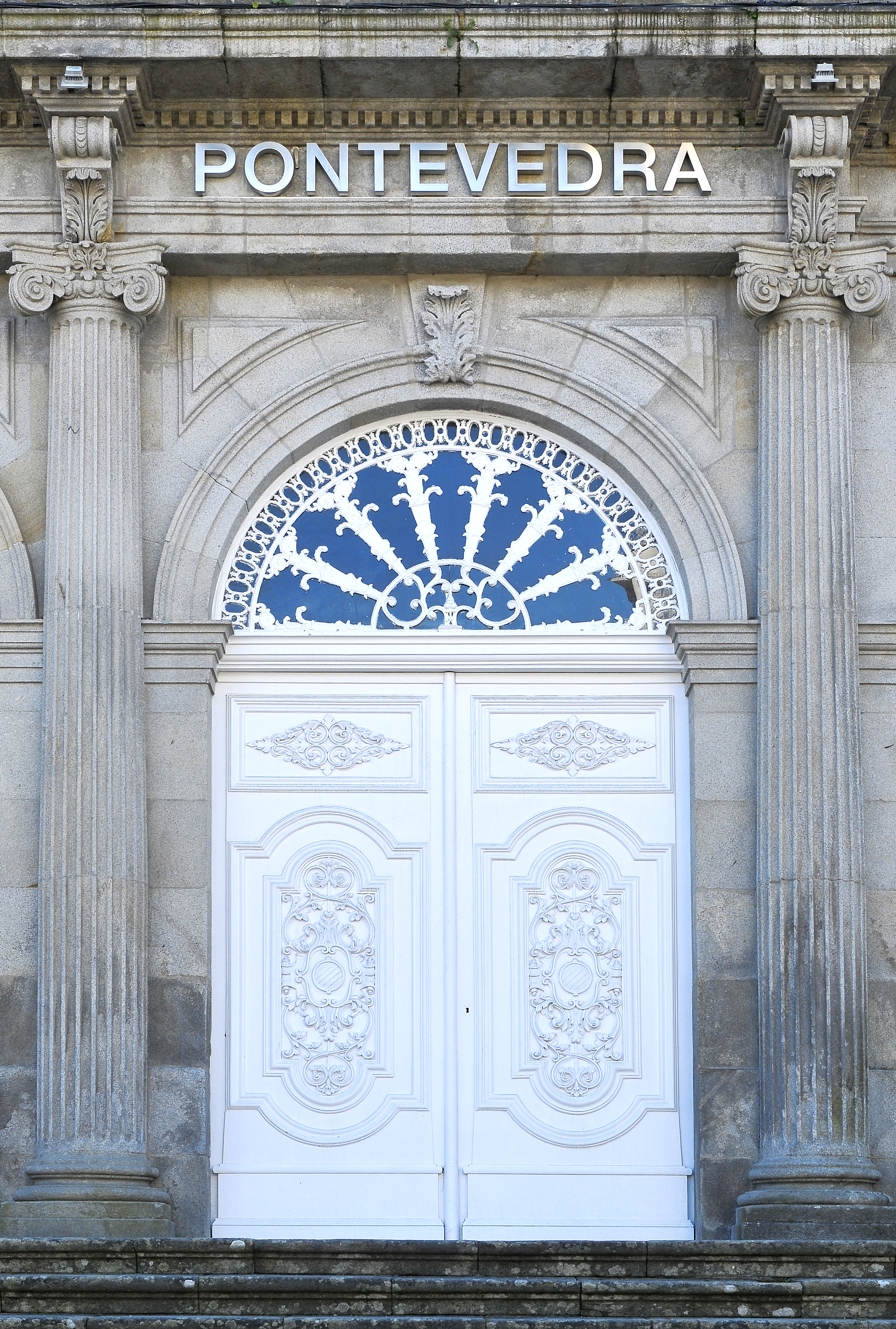
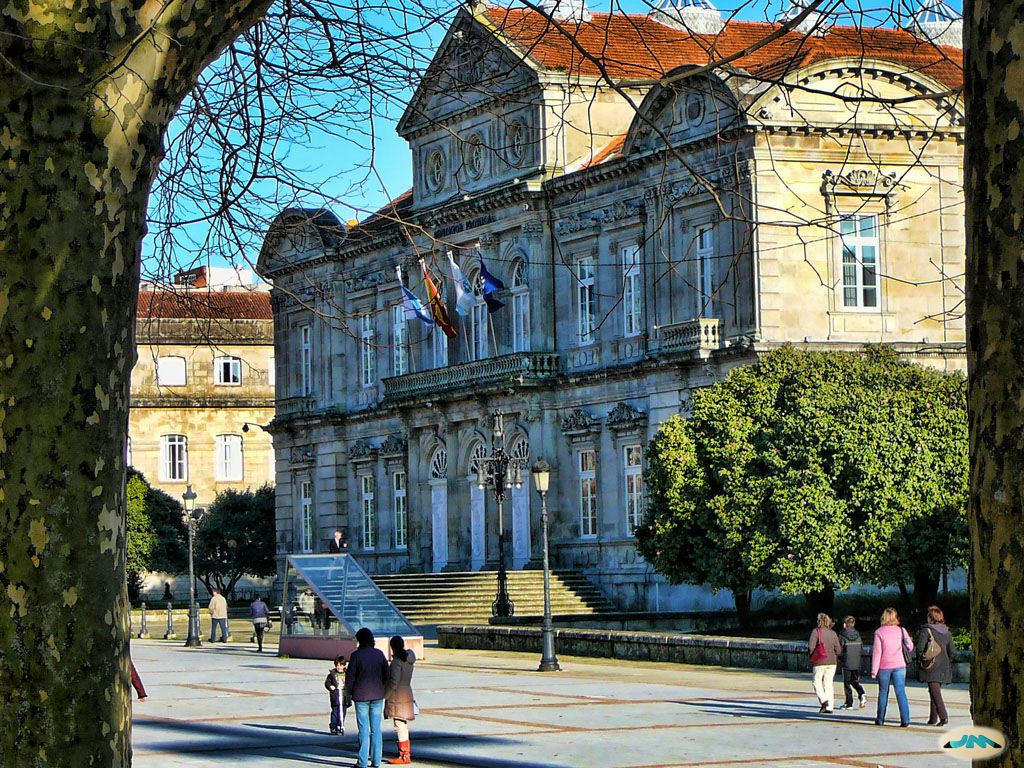
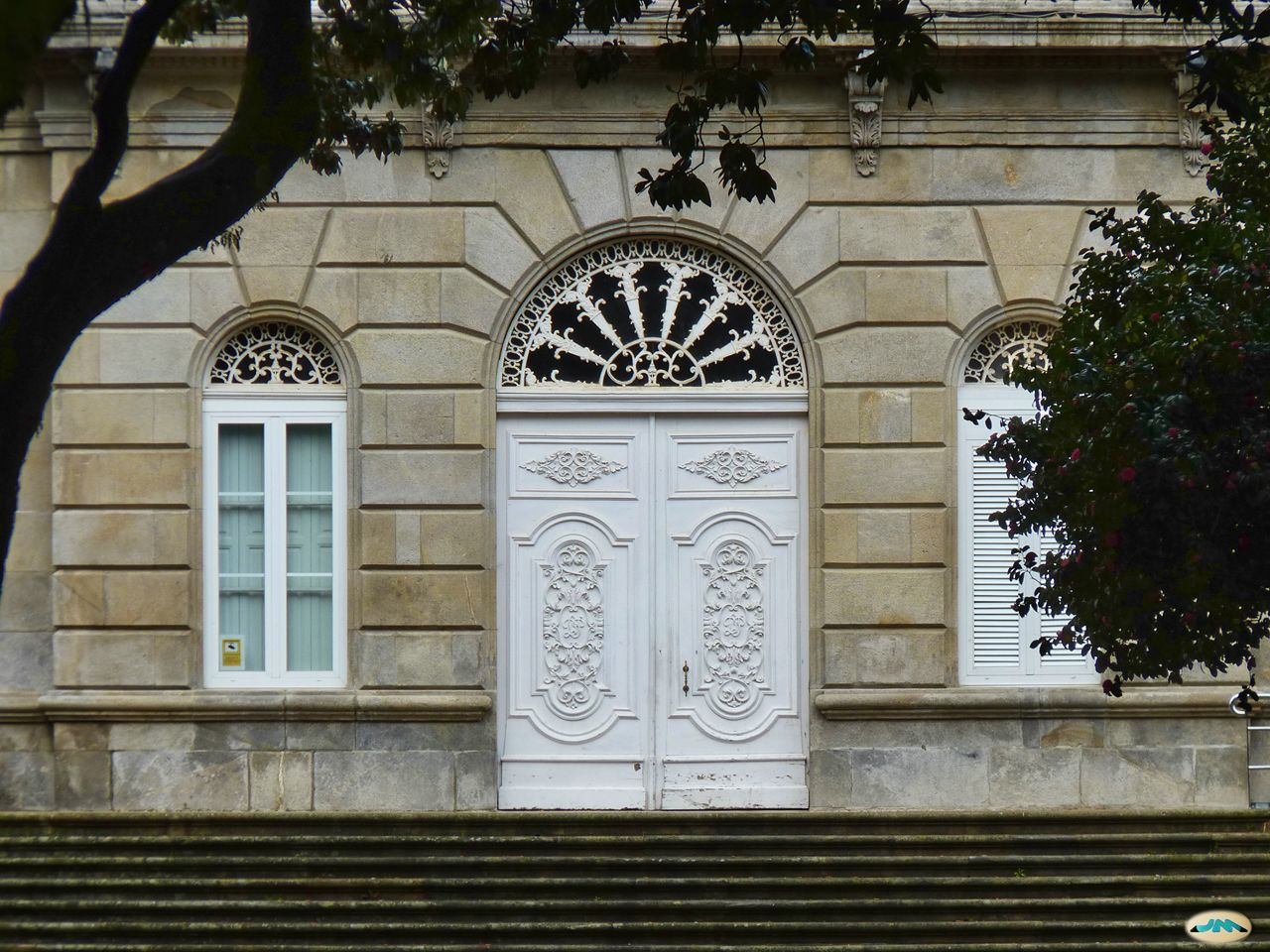
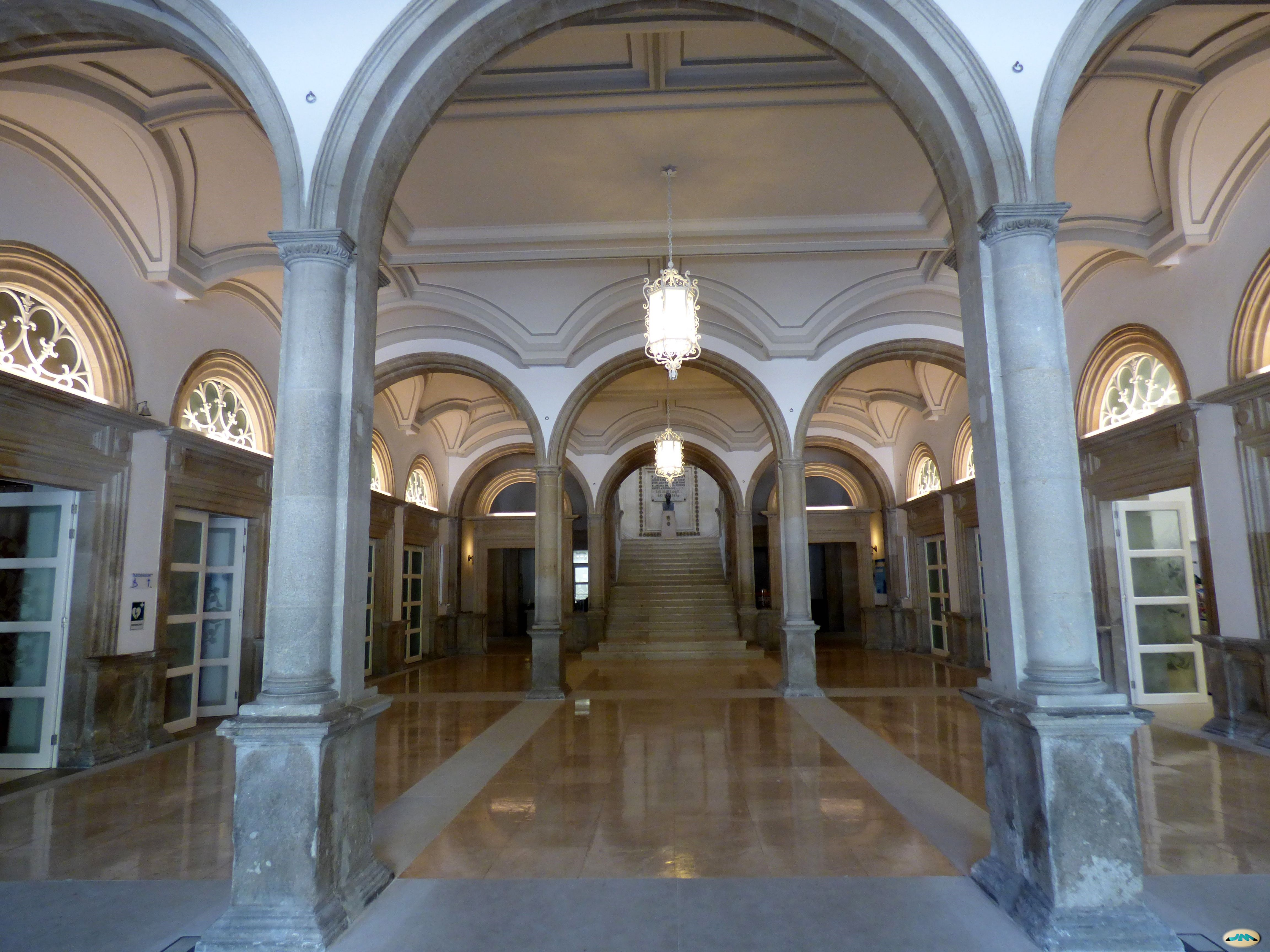
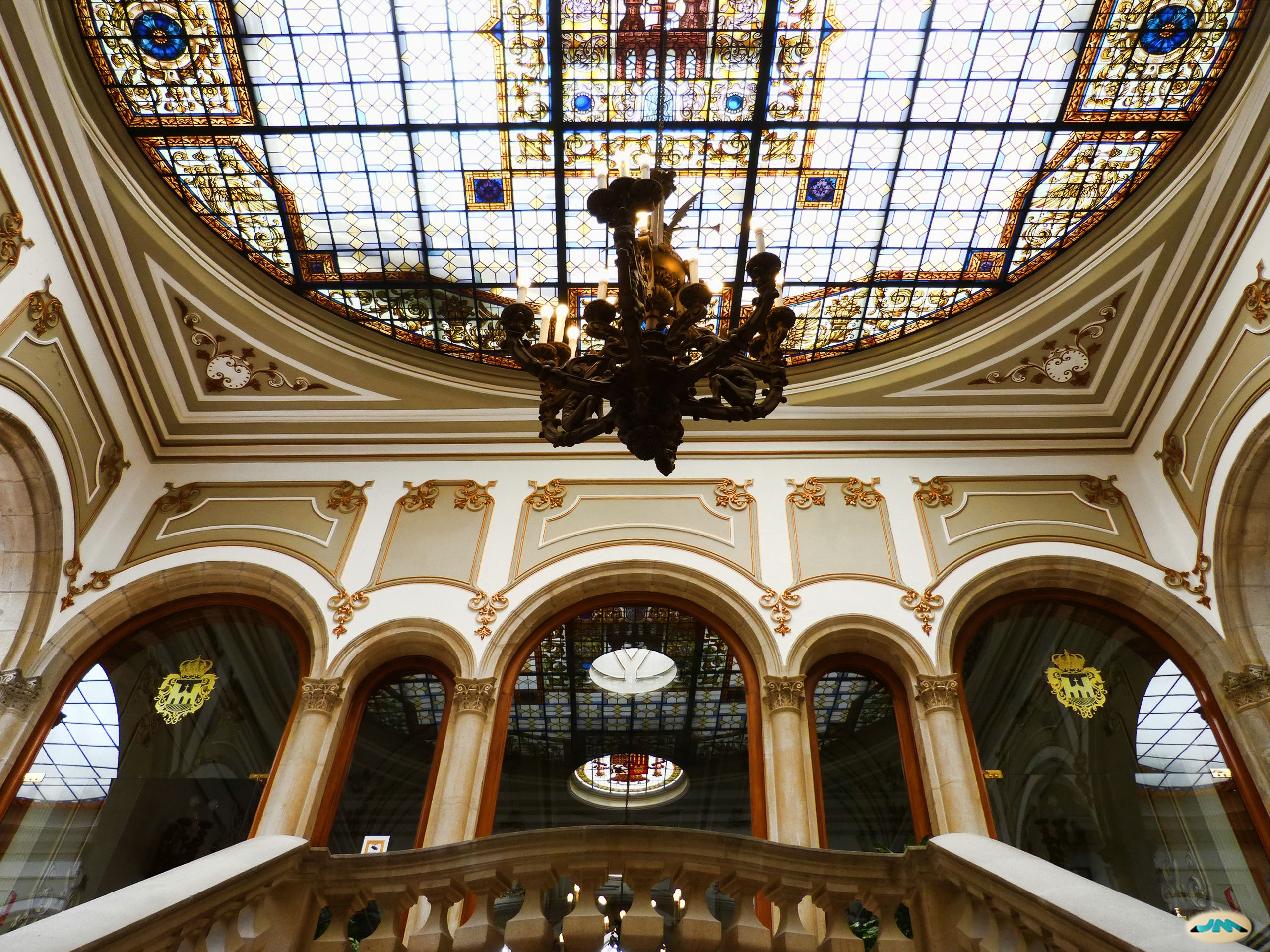
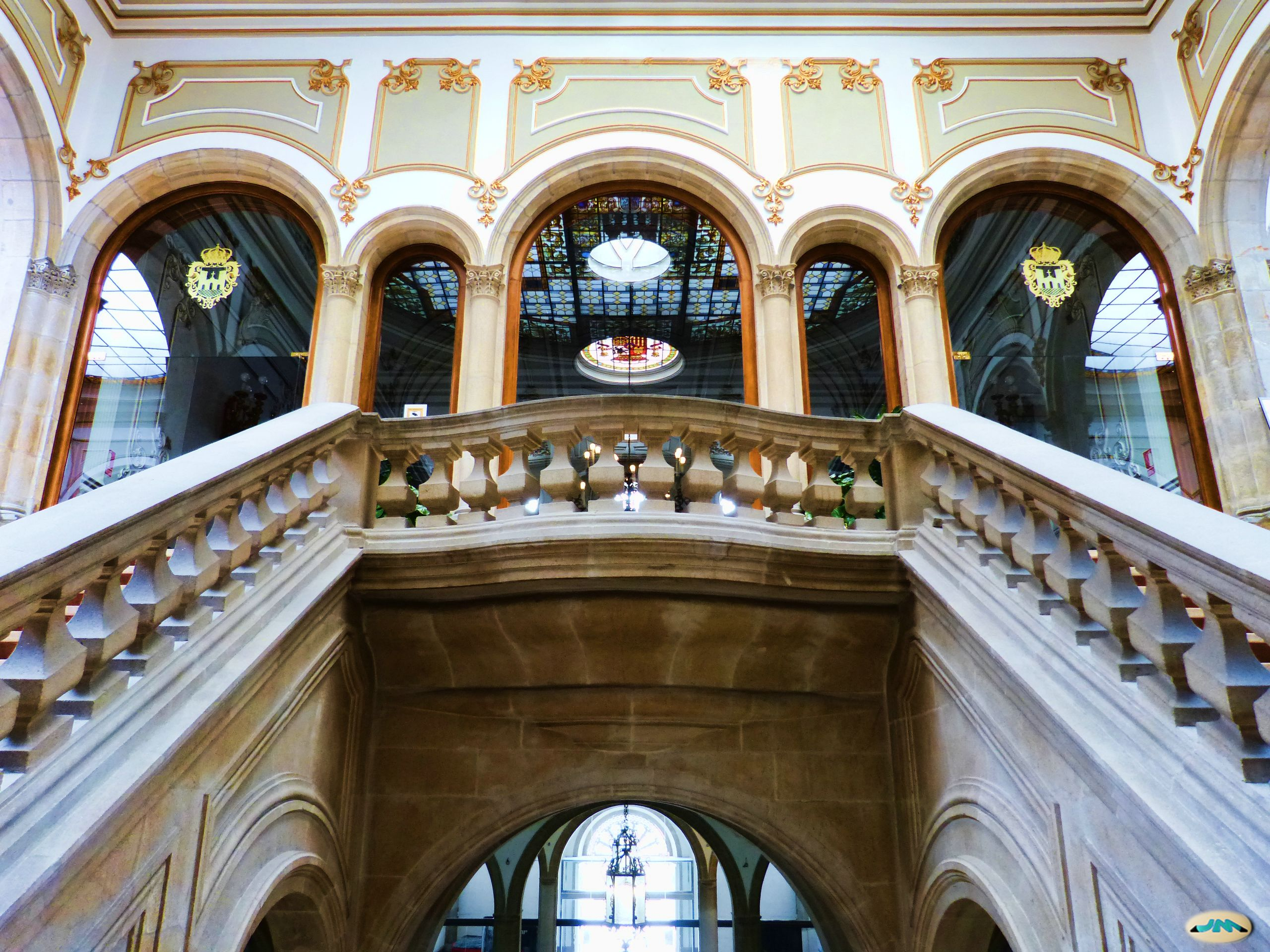
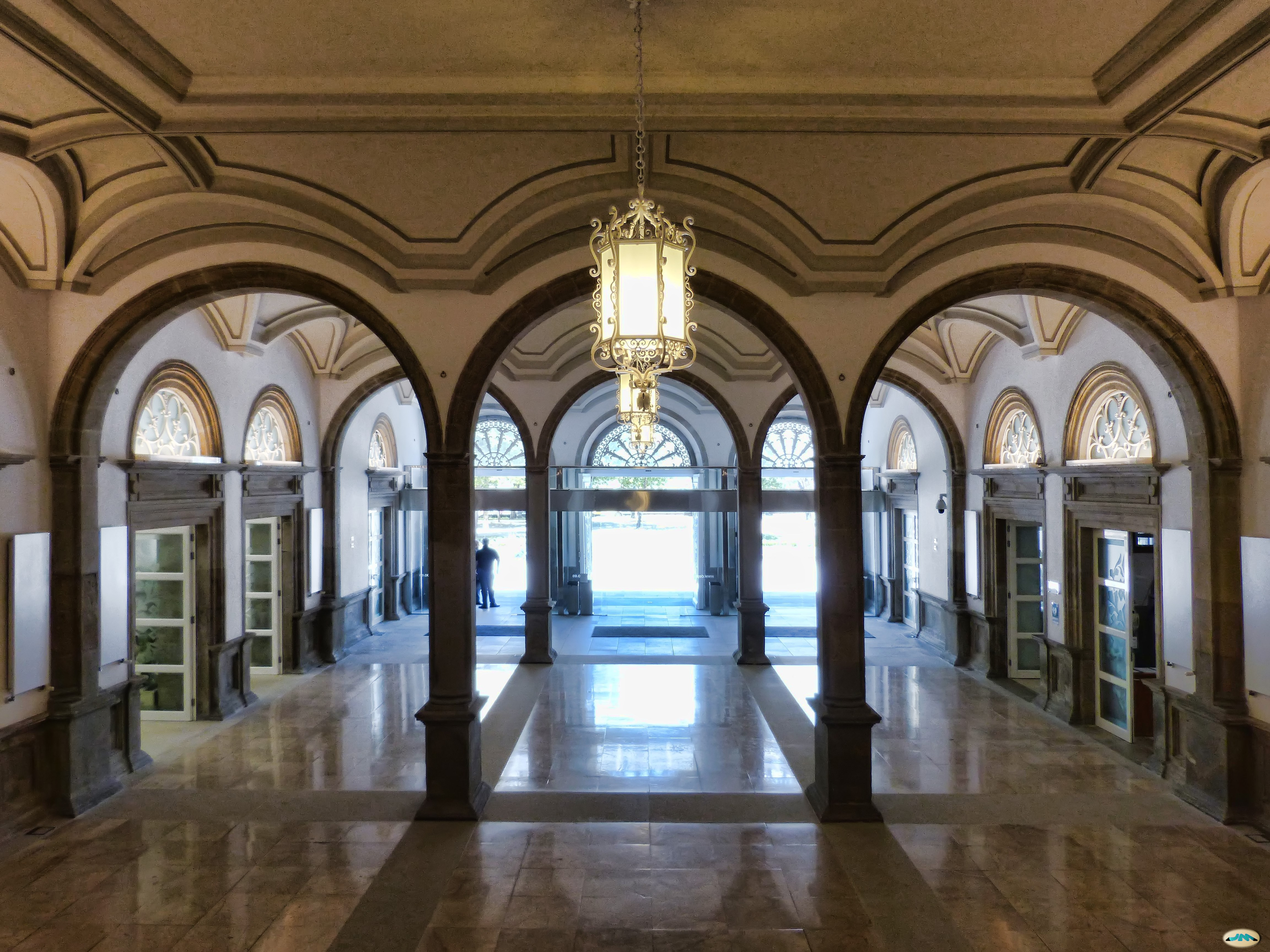
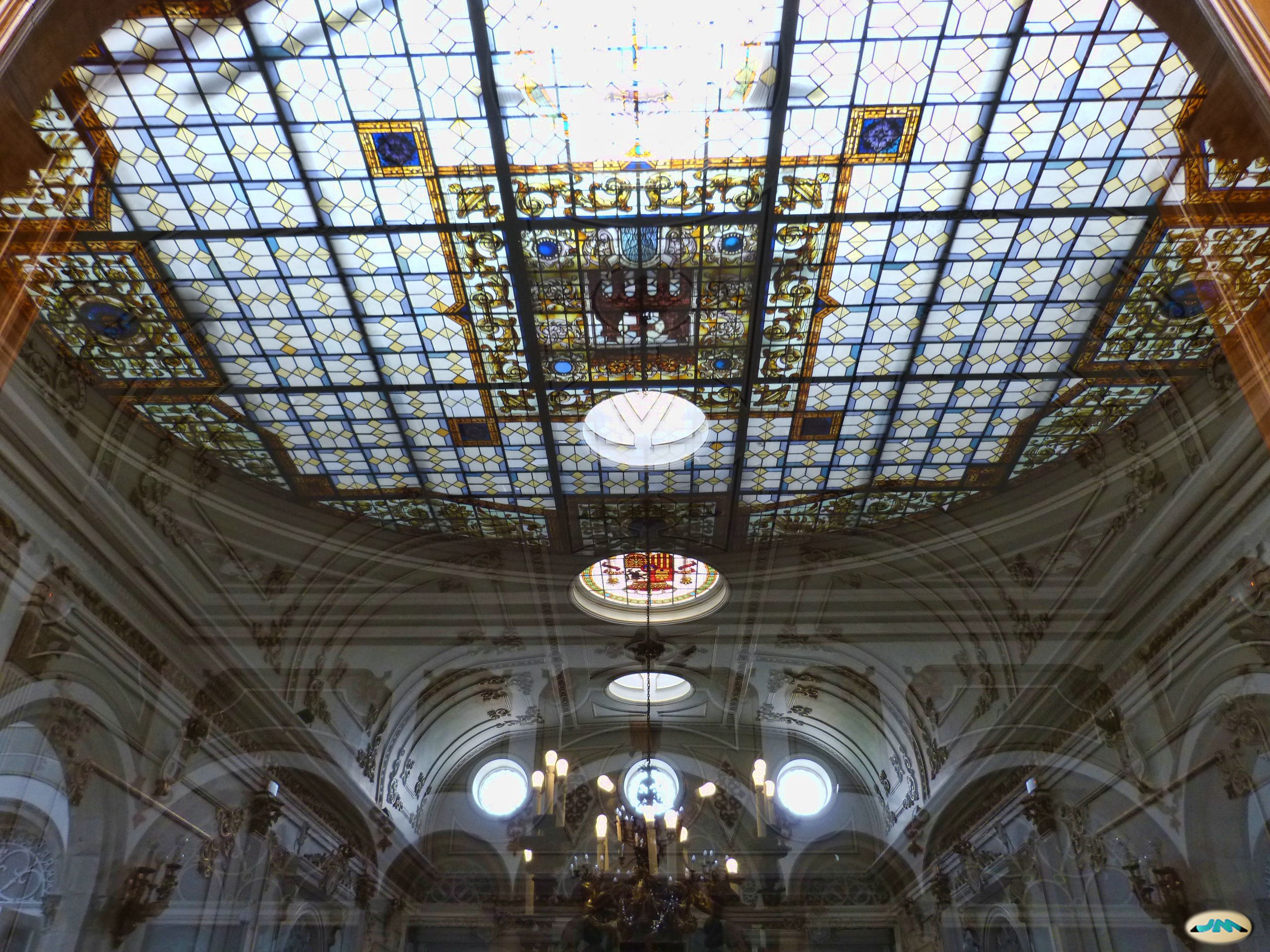
Clarabóia e vitral com o brasão de armas da província de Pontevedra
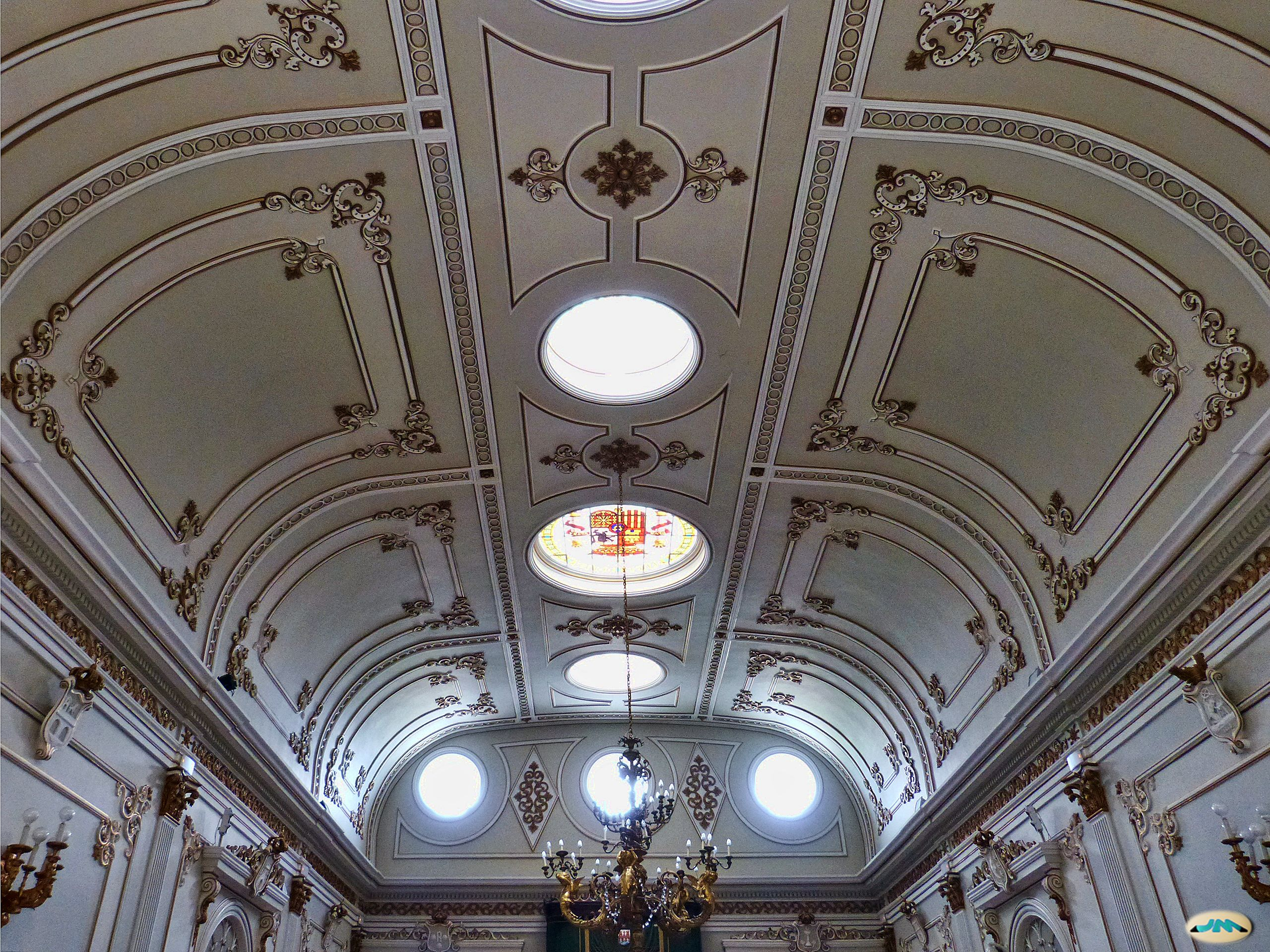

### Artigos relacionados
- Gran Vía de Montero Ríos
- Alameda de Pontevedra
- Casa consistorial de Pontevedra